# Os Prisioneiros (The Walking Dead)
Os Prisioneiros são personagens fictícios da série de quadrinhos The Walking Dead e da série de televisão de mesmo nome.

## Aparições

### Série de quadrinhos
Durante o coma de Rick, devido às transmissões de notícias, os detentos e guardas tinham uma compreensão básica do que estava acontecendo. Logo, muitos dos guardas abandonaram a prisão e os detentos para se virarem sozinhos; quase ao mesmo tempo, alguns walkers conseguiram entrar de alguma forma e começaram a matar os detentos. Vários dos guardas libertaram os detentos e se uniram para lutar para sair, resultando em muitas baixas. No momento em que Rick e seu grupo descobriram a prisão, foi constatado que havia apenas quatro sobreviventes trancados na cantina.
Os dois grupos entram em conflito depois que um deles, Thomas Richards, mata dois dos sobreviventes, Rachel e Susie Greene, as duas filhas gêmeas mais novas de Hershel Greene. Dexter é falsamente acusado do crime por ser o "único" detento preso por assassinato (mais tarde é revelado que Thomas também foi preso por assassinato e inicialmente mentiu sobre ter sido preso por fraude fiscal). Thomas também tenta matar Andrea, que fica sem a orelha e com duas cicatrizes, assim como Patricia. Rick salva Andrea, que espanca brutalmente Thomas, e a segunda tentativa de assassinato contra Patricia é interrompida por uma vingativa Maggie, que esvazia todo o carregador de sua arma em Thomas.
Após a morte de Thomas, Dexter e Andrew tentam expulsar o grupo de Rick, resultando em walkers inundando o pátio. Durante a luta, Rick atira na cabeça de Dexter, encobrindo como fogo amigo, e Andrew se rende, correndo para fora dos portões para morrer.
Axel, o único prisioneiro que se alia a Rick, junta-se ao grupo e depois se torna um membro vital e confiável do grupo até ser morto durante o segundo ataque à prisão por Woodbury.
Em A Queda do Governador, descobre-se que Andrew se tornou um zumbi e foi morto por soldados de Woodbury.

### Série de televisão
Os prisioneiros fazem sua estreia em "Sick", onde testemunham Rick amputando a parte inferior da perna de Hershel depois que ele é mordido por walkers. Rick faz um acordo com os prisioneiros para limpar um bloco de celas para eles em troca da metade de sua comida. Tomas mata brutalmente Big Tiny depois que ele é arranhado por um walker, apesar dos apelos deste último de que ele não sente nenhum efeito. Tomas tenta assassinar Rick duas vezes enquanto limpam as celas, então Rick mata Tomas com sua machete e persegue Andrew, trancando-o em um pátio cheio de walkers. Rick, Daryl e T-Dog mantêm Axel e Oscar sob a mira de uma arma; Axel implora por sua vida, mas Oscar se recusa a implorar. O grupo de Rick tem misericórdia deles e permite que fiquem na prisão, embora ele e Oscar sejam orientados a ficar em outro bloco. Oscar e Axel acham perturbador ficar com seus colegas de cela falecidos e imploram a Rick para deixá-los ficar. T-Dog simpatiza com os prisioneiros e pede a Rick para deixá-los se juntar ao grupo, mas Rick está firme em manter o compromisso anterior. Mais tarde, uma horda de walkers é solta no pátio da prisão, resultando nas mortes de T-Dog e Lori. Quando as sirenes da prisão disparam, Oscar explica que os geradores de backup estão alimentando os alarmes e leva Rick para desligá-los. Andrew, que sobreviveu e é revelado ter soltado os walkers e ligado os alarmes, ataca Rick na sala de geradores e tenta convencer Oscar a matar Rick, mas Oscar acaba matando Andrew, e Oscar e Axel são então autorizados a ficar com os outros. Axel e Oscar ajudam a cavar covas para aqueles que morreram durante o ataque dos walkers. Axel se oferece para ir para Woodbury, mas fica para trás para proteger a prisão. Em vez disso, Oscar decide ir. Durante o plano dele para resgatar Glenn Rhee e Maggie Greene, membros do grupo de Rick, Oscar é morto a tiros por um soldado de Woodbury. Na prisão, Axel logo tenta ganhar o favor do grupo tentando iniciar conversas e começa a gostar de Beth e Carol, flertando com ambas. Mais tarde, ele é mostrado triste com a morte de Oscar. Axel, Hershel e Beth visitam os novos chegados Tyreese, Sasha, Allen e Ben. Ele ajuda o grupo a fortificar a prisão e se torna amigo de Carol, contando histórias de seu passado criminoso. Ele revela que foi condenado por tentar roubar uma loja de conveniência com uma arma de brinquedo, mas a polícia não acreditou nele e encontrou a arma de seu irmão e assumiu que fosse a arma real, então ele foi preso. Ele é morto pel'O Governador com um tiro na cabeça como parte de um ataque surpresa iniciando seu ataque à prisão.

## Recepção do elenco e séries de televisão

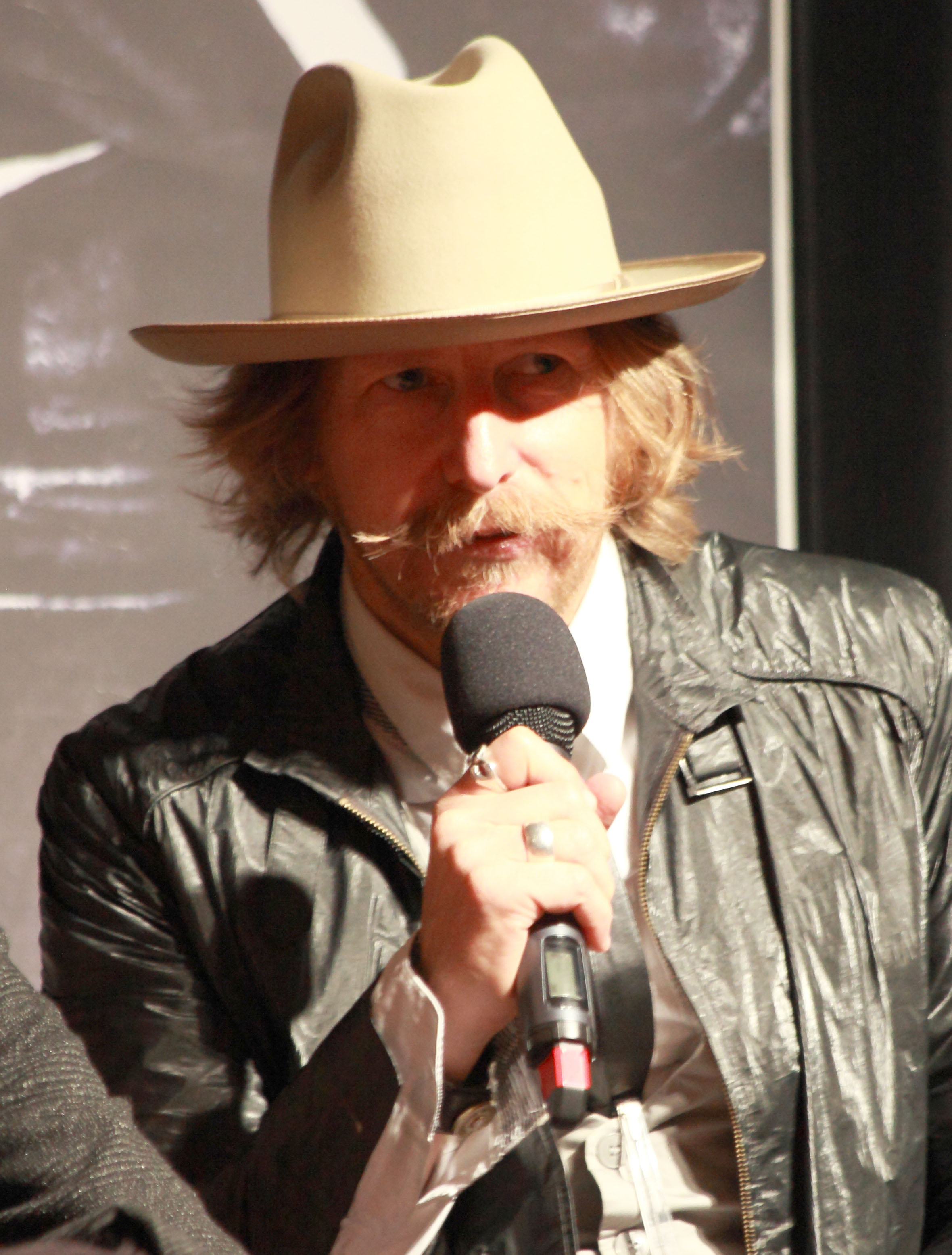
Lew Temple (foto de 2014) interpretou Axel na série de TV.

Andrew foi retratado pelo ator e rapper Markice Moore. Ele originalmente fez testes para o episódio piloto para o papel de T-Dog, que foi para IronE Singleton. Moore foi posteriormente escalado na temporada 3 como Andrew por meio de sua agência: "A produção estava muito discreta sobre a terceira temporada, então eu nem sabia oficialmente que tinha conseguido o papel até uma semana antes das filmagens. Eu estava radiante; não podia acreditar quando minha empresária, Gail Tassell, ligou para me dar a boa notícia. Sou um grande fã do programa, é o meu favorito na TV, então sim, foi um sonho realizado." Conforme Glen Mazzara, "Andrew é realmente o braço direito de Tomas. Esses caras são realmente aqueles que têm intimidado Axel e Oscar."
Lew Temple também foi escalado como Axel. Ele o descreveu como "um tipo gregário do sul, motoqueiro caipira, com um grande coração" e "um senso de compaixão pelo seu próximo, mas ele não é tão submisso quanto pode parecer, e embora tenha tido que sobreviver com outros quatro criminosos endurecidos, sem Oscar, esse novo e corajoso mundo é algo completamente diferente para ele. Ele deseja se associar e se assimilar ao grupo de sobreviventes, ao ponto de tentar muito para ser aceito. Ele possui um senso de humor irônico e uma perspicácia rápida. Ele fará você rir e chorar na mesma medida."